# أوريلي كلوديل
أوريلي كلوديل (ولدت في 7 أغسطس 1980) عارضة أزياء وممثلة فرنسية, عرفت كممثلة بظهورها في عدة أفلام منها فيلم الرعب الكوميدي ممتلكات افا (2015)، ألتر إيغوس (2012)، مرحبا في نيويورك (2014).

## روابط خارجية
- Sports Illustrated Swimsuit Collection: Aurélie Claudel
- أوريلي كلوديل على موقع IMDb (الإنجليزية)
- أوريلي كلوديل على موقع إن إن دي بي (الإنجليزية)
- أوريلي كلوديل على موقع ديسكوغز (الإنجليزية)
- أوريلي كلوديل على موقع قاعدة بيانات الفيلم (الإنجليزية)
- أوريلي كلوديل على موقع دليل عارضات الأزياء (الإنجليزية)
- Aurélie Claudel Bio at AskMen